# York (Nebraska)
York è una città la quale è il capoluogo della contea di York, Nebraska, Stati Uniti. Al censimento del 2010, la popolazione della città era di 7.766 abitanti. È la sede dello York College e del Nebraska Correctional Center for Women.

## Geografia fisica
Secondo lo United States Census Bureau, ha un'area totale di 5,77 mi² (14,94 km²).

## Storia
York fu pianificata nel 1869. La città prende il nome dalla contea in cui si trova, la contea di York appunto.
Nel 1920, la legislatura del Nebraska istituì il State Reformatory for Women a York. La struttura è stata ampliata nel corso degli anni; a partire dal 2017, opera come Nebraska Correctional Center for Women, con una capacità nominale di 275 posti letto.

## Società

### Evoluzione demografica
Secondo il censimento del 2010, la popolazione era di 7.766 abitanti.

### Etnie e minoranze straniere
Secondo il censimento del 2010, la composizione etnica della città era formata dal 94,9% di bianchi, l'1,0% di afroamericani, lo 0,3% di nativi americani, lo 0,7% di asiatici, lo 0,1% di oceanici, l'1,8% di altre etnie, e l'1,2% di due o più etnie. Ispanici o latinos di qualunque etnia erano il 4,4% della popolazione.